# Meteoroid

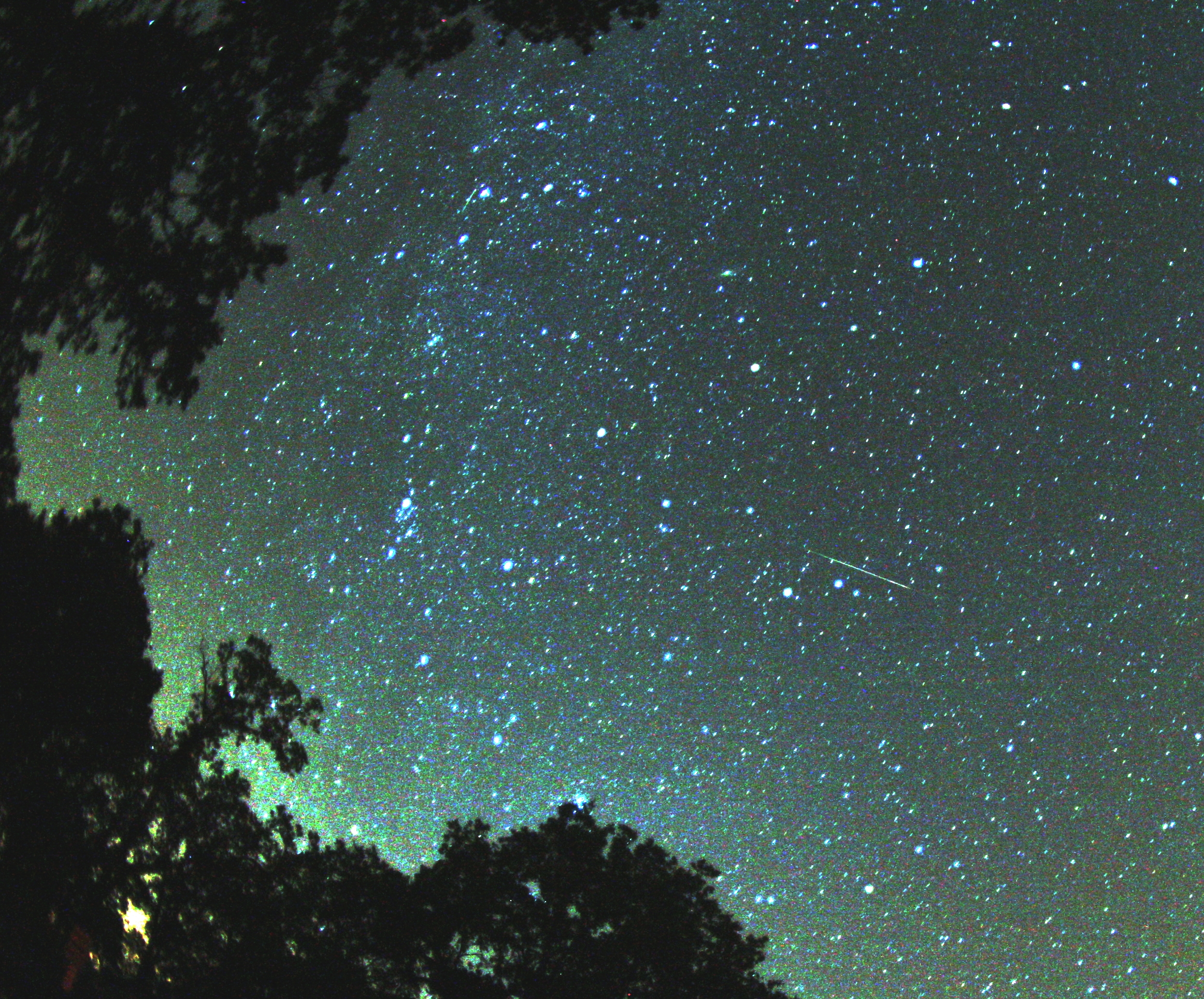
Milchstraße und – rechts der Bildmitte – ein Meteor, die Leuchtspur eines verglühenden Meteoroiden – anscheinend aus dem Meteorstrom der Perseiden

Ein Meteoroid (IPA: [meteoroˈiːt], anhörenⓘ; Plural Meteoroiden oder Meteoroide; Analogiebildung zu Asteroid und Planetoid aus Meteor und Endung -oid) ist ein Objekt des Sonnensystems auf einer Umlaufbahn um die Sonne, das kleiner als ein Asteroid ist.
Ein kleiner Teil der Meteoroiden kreuzt die Erdbahn. Beim Eindringen in die Hochatmosphäre werden sie als Meteore sichtbar.

## Eigenschaften
Die Größe von Meteoroiden reicht von Bruchteilen eines Millimeters bis zu etlichen Metern. Die International Meteor Organisation sowie die Internationale Astronomische Union definierten im Jahr 2017 das untere Limit mit 30 Mikrometer, das obere Limit mit 1 Meter.
Die Masse reicht von wenigen Milligramm bis zu mehreren Tonnen. Auch sind sie von unterschiedlicher Herkunft: Sie können durch die Gravitation der Planeten aus dem Asteroidengürtel, aber auch durch den Sonnenwind aus Kometenkernen herausgelöst worden sein, die diese auf ihrer Bahn verlieren und dadurch in einen Meteorstrom zerfallen. Die Bezeichnung Meteoroidenstrom ist zwar korrekter, jedoch nicht üblich. Weiterhin können sie durch Einschlag oder Zusammenprall auch aus Material von Asteroiden, Zwergplaneten oder Planeten bestehen. So wurden auf der Erde Meteoriten gefunden, die wahrscheinlich vom Mars und vom Mond stammen (siehe: Marsmeteorit, Mondmeteorit). Die weit überwiegende Anzahl der auf der Erde gefundenen Meteoriten stammt aber von Asteroiden.
Für die Raumfahrt stellen Meteoroiden ein Risiko dar, da wegen ihrer hohen Geschwindigkeit die Einschlagsenergie so hoch ist, dass bereits Teilchen von unter einem Zentimeter Größe zu erheblichen Zerstörungen führen können.

## Abgrenzung
- Meteoroiden sind größer als der interplanetare Staub und kleiner als Asteroiden. Zwischen Meteoroiden und Asteroiden gibt es weder hinsichtlich der Größe noch der Zusammensetzung eine eindeutige Grenze. Zusammen mit den Asteroiden und Kometen zählen Meteoroiden zu den Kleinkörpern des Sonnensystems.
- Meteore: Treten Meteoroiden in die Erdatmosphäre ein, so erzeugen sie durch die der Ionisation der Luftteilchen folgende Rekombination (nicht durch Reibung) eine Leuchterscheinung, die Meteor genannt wird. Durch die Luftkompression vor dem Meteoroiden entsteht eine ebenfalls ionisierte und hell leuchtende Gaskugel aus erhitzter Luft und verdampfter bzw. sublimierter, anfänglich fester Materie. Kleine Meteore werden auch als Sternschnuppen bezeichnet, große als Feuerkugeln oder Boliden.
  - Meteore, die keinem Meteorstrom angehören, werden sporadische Meteore genannt. Ihre Leuchtspuren am Sternhimmel folgen einer Zufallsverteilung.
  - Meteorstaub zu einem Feststoff kondensiertes bzw. resublimiertes Gas, als Rückstand der Meteor-Erscheinung[1]
- Meteoriten: Ein nicht vollständig verglühter Meteoroid oder Asteroid, der die Erdoberfläche erreicht, wird Meteorit genannt.[2][1]
- Mikrometeoriten: kleiner als etwa 1 mm, haben aufgrund ihrer geringen Größe nicht die typischen Merkmale größerer Meteoriten (unveränderte Innenstruktur, geschmolzene Kruste).[1]